# Szentgyörgyi Ferenc (orvos)
Szentgyörgyi Ferenc (Nagyszeben, 1893. december 11. – Budapest, Terézváros, 1959. február 17.) fogorvos, MABI főorvos.

## Életútja
Szentgyörgyi János és Licker Mária fiaként született. A Nagyszebeni Magyar Királyi Állami Főgimnáziumban érettségizett (1912). Egyetemi tanulmányait részben a Kolozsvári Magyar Királyi Ferenc József Tudományegyetemen, részben a Budapesti Tudományegyetemen végezte, ahol 1917-ben elnyerte orvosi oklevelét. Az első világháború ideje alatt katonai szolgálatot teljesített. Több hadi kitüntetés tulajdonosa. A háború befejezése után a Budapesti Tudományegyetem I. számú Szemészeti Klinikáján, Grósz Emil mellett, később a stomatológiai klinikán, Árkövy József professzornál mint asszisztens működött. Ezután az Országos Társadalombiztosító Intézet és a Ferenc József Kereskedelmi Kórház fogászati osztályának vezetőjeként dolgozott. Több orvosi és tudományos egyesület tagja volt. Halálát szívszélhűdés okozta. Felesége Németh Gabriella volt, akivel 1920. július 22-én Budapesten, a Terézvárosban kötött házasságot.
A Fiumei úti sírkertben helyezték nyugalomra.